# Simonetta Scandellari
Simonetta Scandellari, nacida en Bolonia, es una profesora humanista e hispanista italiana, historiadora de las ideas y de las instituciones políticas. 

## Biografía intelectual
Ha sido profesora de la Universidad de Ferrara.
Actualmente Miembro del Instituto Juan Andrés de Comparatística y Globalización y del Grupo de Investigación Humanismo-Europa. Ha contribuido a la reelaboración del concepto histórico de "Ilustración" y a la formación de un concepto de "Ilustración libre". Colaboradora de diversas revistas científicas españolas e internacionales; estudiosa en el campo de la Comparatística y, entre otros autores, de Juan Andrés, León de Arroyal y Ludovico Antonio Muratori.

## Obras principales
- Difesa sociale e funzione della pena nella dottrina di Romagnosi, Módena, Stem-Mucchi, 1977.
- Il pensiero politico di Thomas Paine, Prefacio de M. A. Cattaneo,Turín, Giappichelli, 1989.
- Proposte di riforma legislativa nel secolo XVIII. La Spagna di Carlo III. (Appunti e considerazioni), Sassari, Maderna, 2001.
- Da Bayonne a Cadice. Il processo di trasformazione costituzionale in Spagna: 1808-1812, Messina, Sicania University Press, 2009.[3]